# Persoonia graminea
Persoonia graminea är en tvåhjärtbladig växtart som beskrevs av Robert Brown. Persoonia graminea ingår i släktet Persoonia och familjen Proteaceae. Inga underarter finns listade i Catalogue of Life.